# James Tomkins (aviron)
Pour les articles homonymes, voir James Tomkins et Tomkins.
James Bruce Tomkins, né le 19 août 1965 à Sydney, est un rameur australien.

## Biographie
Intégrant l'équipe d'Australie d'aviron dans le huit en 1984, il remporte le titre de champion du monde dans ce même bateau en 1986. Lors de sa première participation aux Jeux olympiques d'été, il fait toujours partie du huit mais le bateau australien termine à la cinquième place.
En 1990, il rejoint un nouveau bateau, le quatre sans barreur. Ce bateau composé également de Nick Green, Sam Patten et Mike McKay remporte immédiatement ses premiers succès, devenant champion du monde en 1990 puis conservant son titre en 1991. Malgré le changement de l'un de ses membres, Andrew Cooper remplaçant Sam Patten, le bateau assoit sa domination en remportant le titre olympique de Barcelone. 
Le quatre sans barreur, désormais surnommé « The Oarsome Foursome » , avec également Drew Ginn remplaçant Andrew Cooper, conserve son titre lors des Jeux olympiques de 1996 à Atlanta.
En 1998, Tomkins et Nicholas Green se donnent un nouveau défi: ils disputent le championnat du monde dans le quatre sans barreur australien, mais également dans le deux barré. Les deux titres sont remportés. Tomkins et Ginn disputent l'édition suivante des mondiaux en deux sans barreur: le bateau est tout de suite opérationnel et remporte le titre. L'objectif des deux rameurs est le titre olympique lors des Jeux olympiques de Sydney. Ginn se blesse au dos lors de la préparation et Tomkins forme un nouveau bateau avec Matthew Long. Grâce à Une bonne troisième place lors des régates internationales de Lucerne, Tomkins et Long sont désignés pour représenter l'Australie aux jeux. Lors de ceux-ci, ils terminent à la troisième place, derrière les Français Andrieux-Rolland et les États-Unis. 
Le deux sans barreur australien, de nouveau constitué de Ginn-Tomkins, termine la quatrième place des mondiaux de 2002. L'année suivante, ils remportent à nouveau le titre de champions du monde. Ils sont alors les favoris au titre lors des Jeux olympiques de 2004 à Athènes, compétition qu'ils remportent aisément devant la Croatie et l'Afrique du Sud.
Tomkins et Ginn décident de se relancer pour de nouveaux Jeux olympiques, s'accordant toutefois une pause. Lorsque Tomkins revient à la compétition, son compatriote a déjà repris et remporté un nouveau titre mondial en 2006. Les sélectionneurs ne voulant pas détruire ce nouveau bateau, Ginn et Tomkins décident de re-tenter l'aventure du quatre sans barreur. Malheureusement, le bateau constitué également de Fee et Hanson n'est pas à niveau, et Tomkins tentent l'aventure du huit. Lors des mondiaux de 2007, qui permettent de qualifier directement un bateau pour les jeux de Pékin, le bateau australien termine à la huitième place, l'obligeant à se qualifier lors de régates de qualification en 2008. Finalement, le bateau australien obtient son billet olympique en dehors des lignes d'eaux, le bateau russe étant finalement disqualifié en raison de dopage de trois de ses membres.
Pour sa sixième participation aux jeux, il est désigné porte drapeau de la délégation australienne. Avec le huit australien, il se qualifie pour la finale mais termine finalement à la sixième et dernière place de celle-ci.

### Comité international olympique
Le 11 août 2012, il est élu par ses pairs en tant que membre du Comité international olympique pour une durée de huit ans, les trois autres élus lors de cette session étant la Slovaque Danka Bartekova, , la Zimbabwéenne Kirsty Coventry, et le Français Tony Estanguet,.

## Palmarès
- Jeux olympiques d'été
  - 5e avec le huit des Jeux olympiques de 1988 à Séoul,  Corée du Sud
  -  Médaille d'or en quatre sans barreur des Jeux olympiques de 1992 à Barcelone,  Espagne
  -  Médaille d'or en quatre sans barreur des Jeux olympiques de 1996 à Atlanta,  États-Unis
  -  Médaille de bronze en deux sans barreur des Jeux olympiques de 2000 à Sydney,  Australie
  -  Médaille d'or en deux sans barreur des Jeux olympiques de 2004 à Athènes,  Grèce
  - 6e avec le huit des Jeux olympiques de 2008 à Pékin,  Chine

- Championnats du monde d'aviron
  -  Médaille d'or avec le huit du Championnat du monde 1986 à Nottingham,  Royaume-Uni
  - 4e avec le huit du Championnat du monde 1987 à Copenhague,  Danemark
  -  Médaille d'or en quatre sans barreur du Championnat du monde 1990 au Lac Barrington,  Australie
  -  Médaille d'or en quatre sans barreur du Championnat du monde 1991 à Vienne,  Autriche
  - 5e en quatre sans barreur du Championnat du monde 1995 à Tampere,  Finlande
  -  Médaille d'or en quatre avec barreur du Championnat du monde 1998 à Cologne,  Allemagne
  -  Médaille d'or en deux barré du Championnat du monde 1998 à Cologne,  Allemagne
  -  Médaille d'or en deux sans barreur du Championnat du monde 1999 à Saint Catharines,  Canada
  - 4e en deux sans barreur du Championnat du monde 2002 à Séville,  Espagne
  -  Médaille d'or en deux sans barreur du Championnat du monde 2003 à Milan,  Italie
  - 7e avec le huit du Championnat du monde 2007 à Munich,  Allemagne

- Jeux du Commonwealth
  -  Médaille d'or avec le huit des Jeux du Commonwealth 1986 à Édimbourg,  Écosse
  -  Médaille de bronze du quatre sans barreur des Jeux du Commonwealth 1986 à Édimbourg,  Écosse

## Distinction personnelle
- Porte drapeau de la délégation australienne aux Jeux olympiques d'été de 2008 à Pékin